# Марио Гарсия Менокал
Аурелио Марио Габриел Франсиско Гарсия Менокал и Деоп (на испански: Aurelio Mario Gabriel Francisco García Menocal y Deop) е кубински революционер и политик. Президент на Куба от 1913 г. до 1921 г.

## Биография
Гарсия Менокал е роден в Хагуей Гранде, Матансас, Куба. На тринадесет години започва да учи в пансион в Съединените щати, след това в Минния институт Чапакуа в Ню Йорк и в Земеделския колеж в Мериленд. През 1884 г. постъпва в университета „Корнел“, където завършва инженерното училище през 1888 г.
Участник във войната за независимост на Куба. Образован в САЩ инженер, администратор на американската захарна рафинерия "Chaparra". През 1912 г. е избран за президент от Консервативната партия. Менокал встъпва в длъжност през май 1913 г. По-голямата част от управлението му е по време на икономически бум, причинен от бързото покачване на световните цени на захарта, основният експортен продукт на страната. Ръстът на приходите от износ е придружен от бързото развитие на Хавана. Президентството на Менокал въвежда национална валута през 1914 г.
През 1916 г. Менокал е преизбран за втори президентски мандат, побеждавайки бившия президент Хосе Мигел Гомес. Либералната опозиция го обвинява във фалшифициране на изборите и започва бунт. Въпреки това САЩ признава победата на Менокал и стоварва няколко групи морски пехотинци в Куба, след което размириците приключват. Менокал следва Съединените щати в обявяването на война на Германия през 1917 г., влизайки в Първата световна война ден след Съединените щати. Мнозина вярват, че това е опит да се принудят Съединените щати да предоставят повече подкрепа на неговото правителство. През декември е обявена война и на Австро-Унгария. През 1917 и 1918 г. Менокал сключва споразумения със Съединените щати за закупуване на култури от захарна тръстика на цени под пазарните. Въпреки това по време на световната война спекулативното покачване на цените на захарта довежда до рязко увеличение на доходите. През 1920 г. цените на захарта рязко падат. За да спаси кубинските банки от фалит, Менокал въвежда мораториум върху плащанията през октомври 1920 г. Въпреки това през януари 1921 г., под натиска на американските банки, мораториумът е отменен. Повечето кубински банки фалират, а американските банки увеличават контрола си върху кубинската икономика.
На президентските избори през 1920 г. Марио Гарсия Менокал подкрепя Алфредо Саяс, който става победител. Въпреки това, отиващият си президент иска от правителството на САЩ да изпрати специален пратеник в Куба за да наблюдава администрацията на Саяс, който има репутация на слаб ръководител.
Според Херардо Кастеланос президентът Менокал оставя кубинската национална хазна в овърдрафт и несигурно финансово положение. Предполага се, че е похарчил 800 милиона долара през 8-те си години на управление и е оставил плаващ дълг от 40 милиона долара.
След президентството си Гарсия Менокал продължава да се занимава с политика, като отново се опитва да се кандидатира за президент през 1924 г. Той прави опит за революция през 1931 г. и след неуспех заминава за Съединените щати. По-малко от пет години по-късно се завръща в Куба и се кандидатира за президент за последен път през 1936 г.
Умира в Сантяго де Куба.

### Семейство
Менокал е женен за Мариана Сева и Родригес и има три деца - Марио, Раул и Джорджина.